# Битва при Бусаку
Битва при Бусаку или Битва при Буссако — сражение, произошедшее 27 сентября 1810 года во время вторжения наполеоновских войск в Португалию на хребте Бусаку. В ходе сражения англо-португальская армия лорда Веллингтона разгромила французские войска маршала Андре Массены.
Заняв высоты Бусаку (хребет длиной 16 км) с 25 000 британцев и таким же числом португальцев, Веллингтон был атакован пять раз подряд армией французов в 65 000 человек под командованием маршала Андре Массены. Массена не был уверен в расположении и силе войск противника, потому что Веллингтон разместил их на обратном скате хребта, где их нельзя было легко увидеть или достать артиллерией. Сам штурм был произведён корпусом маршала Мишеля Нея и дивизионного генерала (генерал-майора) Эбенезера Ренье, но после ожесточенного боя они не смогли потеснить союзные войска и были отброшены, потеряв 4500 человек. Англо-португальцы потеряли 1250 человек.

## Предыстория

### Перед битвой
В 1810 году император Наполеон I приказал Массене изгнать англичан из Португалии. Соответственно, в апреле французский маршал начал осаду Сьюдад-Родриго. Испанский гарнизон продержался до 9 июля, после чего крепость пала. Вскоре после этого произошла битва при Коа. Осада Алмейды внезапно закончилась 26 августа мощным взрывом крепостного порохового погреба. Убрав все препятствия на своём пути, французы теперь могли идти на Лиссабон.

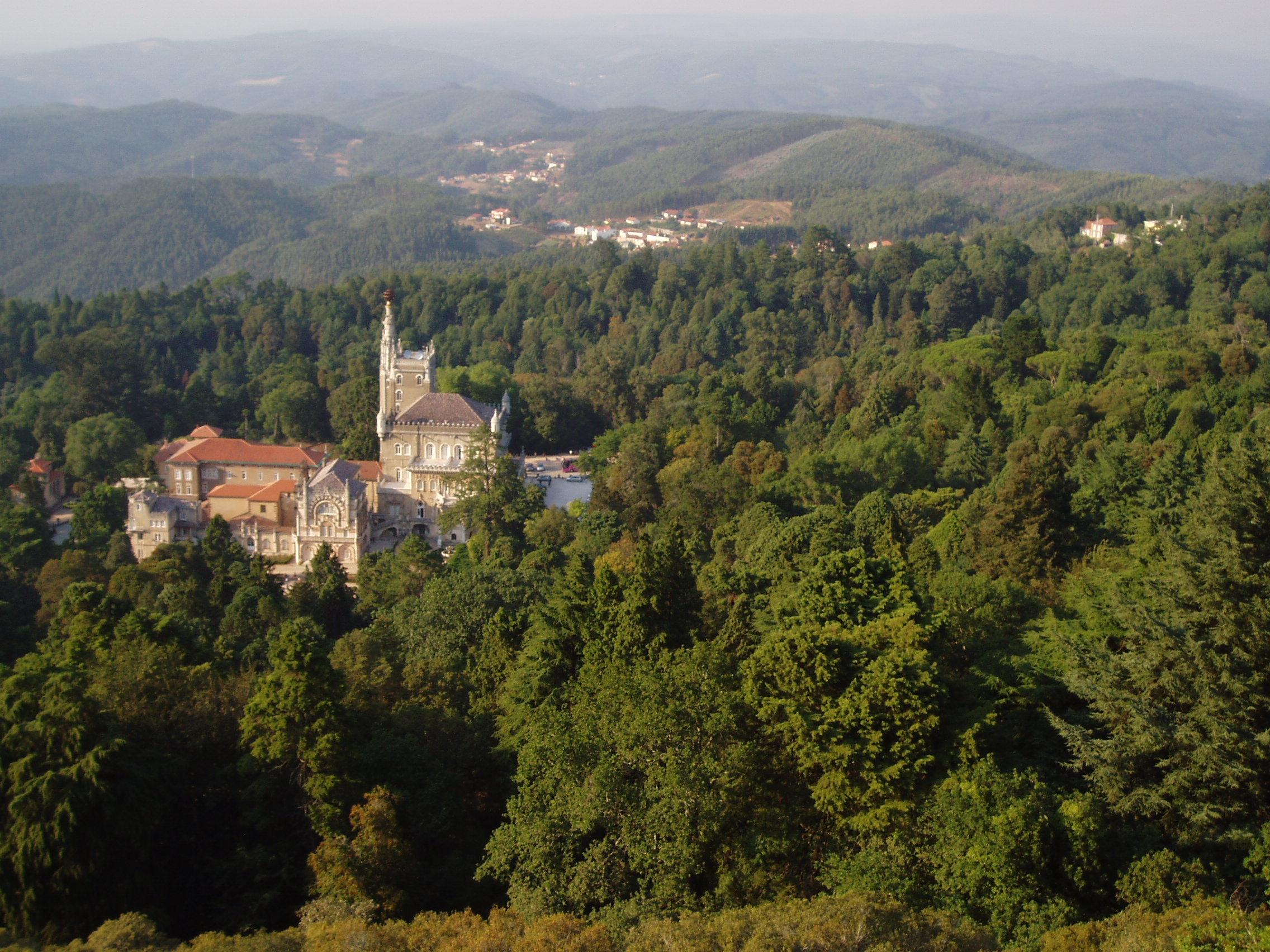
Горы и Национальный дворец Бусаку

Важнейшей задачей союзников было задержать французов до тех пор, пока не будут завершены строящиеся вокруг Лиссабона защитные линии Торрес-Ведрас. Используя выборочное разрушение мостов и дорог, герцог Веллингтон ограничил выбор маршрутов, по которым могли идти французы, и замедлил продвижение их войск. В конце сентября французы встретили армию Веллингтона, расположенную на хребте Бусаку.
Хребет, самая верхняя часть которого возвышается на 549 метров, расположен под прямым углом к главной дороге в Коимбру, а оттуда в Лиссабон, обеспечивая одну из немногих и, безусловно, лучшую из оборонительных позиций на пути следования французов.

### Силы союзников

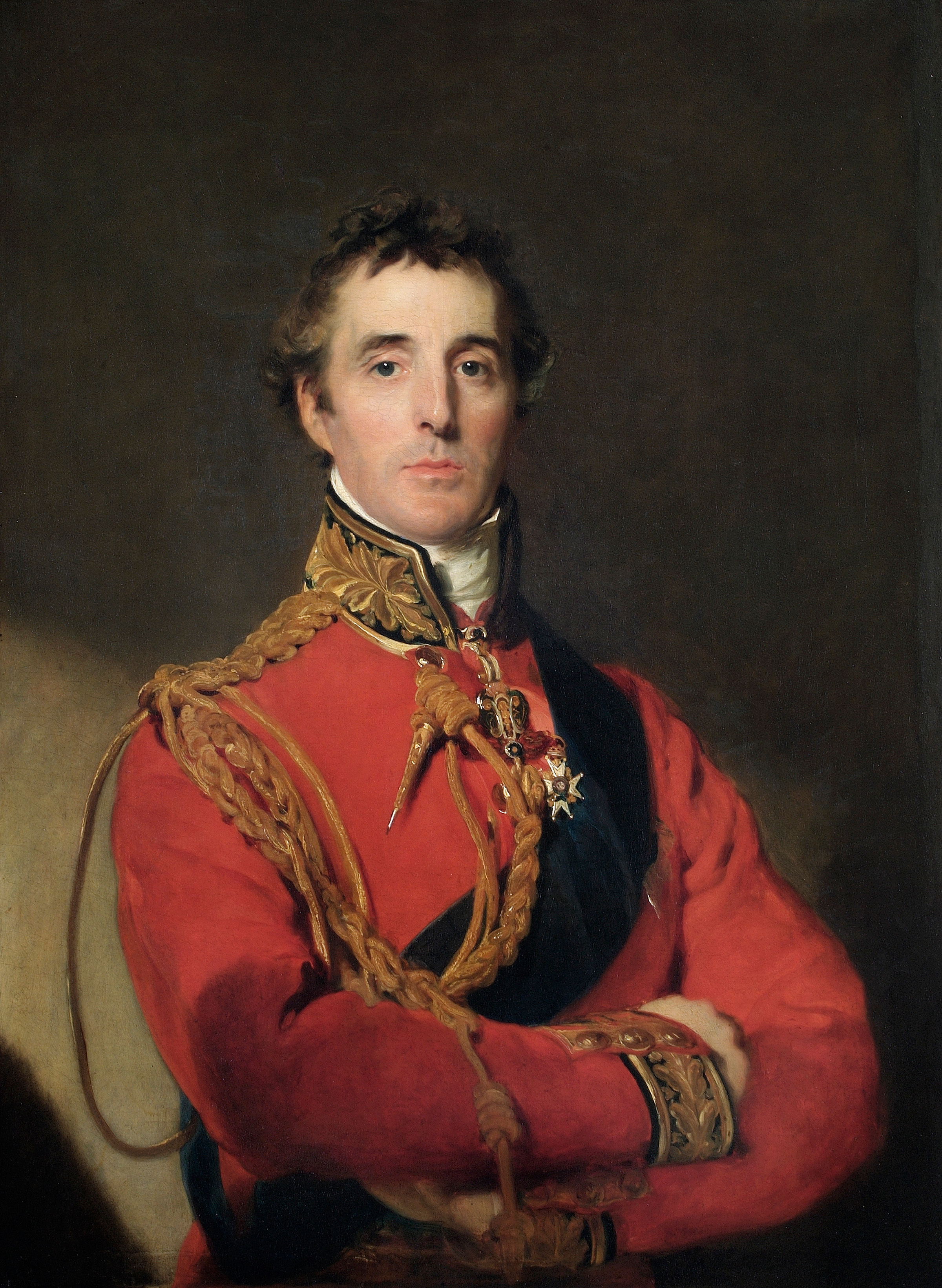
Артур Уэлсли, герцог Веллингтон

Веллингтон собрал шесть британских пехотных дивизий:
- Лёгкая дивизия под командованием бригадного генерала (БГ) Роберта Кроуфорда;
- 1-я во главе с генерал-майором (ГМ) Брентом Спенсером;
- 2-я под командованием ГМ Роланда Хилла
- 3-я под командованием ГМ Томаса Пиктона, с присоединенной португальской бригадой;
- 4-я во главе с ГМ Лоури Коулом, с присоединенной португальской бригадой;
- 5-я под командованием ГМ Джеймса Лейта, с присоединенной португальской бригадой.

Кроме того, недавно прошедшая переподготовку (под руководством генерал-лейтенанта Уильяма Карра Бересфорда) португальская армия предоставила португальскую пехотную дивизию из двух бригад под руководством ГМ Джона Гамильтона и три независимых португальских бригады во главе с бригадными генералами Денисом Паком, Александром Кэмпбеллом и Джоном Коулманом.
Бригадные генералы Джордж ДеГрей, Джон Слейд, Джордж Ансон и Генри Фейн возглавляли четыре британские кавалерийские бригады, а также четыре полка португальской кавалерии. Артиллерия делилась на батареи по шесть орудий в каждой; было шесть британских (Росс, Булл, Томпсон, Лоусон, два неизвестных), две германских (Реттберг, Кливс) и пять португальских (Розьеррес, Да Кунья Прето, Да Сильва, Фрейра, Соуза) батарей под общим командованием БГ Эдварда Хоуорта.
Англо-португальская армия насчитывала 50 000 человек, из них 50 % были португальские войска.

### Силы французов

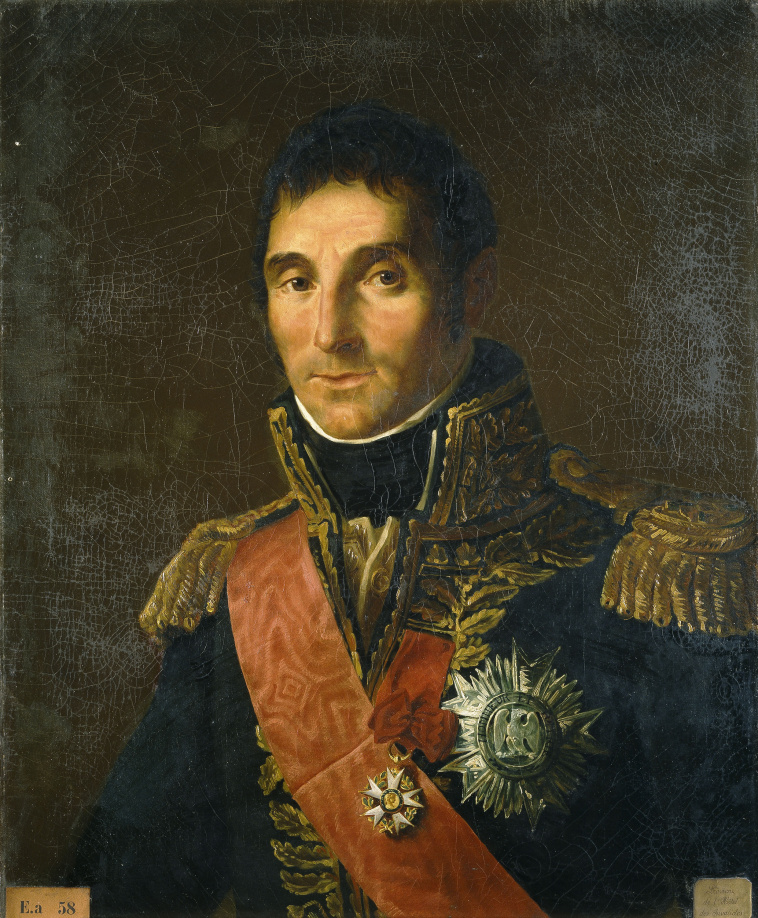
Андре Массена

Армия Массены в 65 000 человек включала в себя II корпус под командованием Ренье, VI корпус под командованием Нея, VIII корпус под командованием ГМ Жана Жюно и кавалерийский резерв во главе с ГМ Луи-Пьером, графом Монбреном. Подразделения ГМ Пьера Мерля и ГМ Этьена Эрдле де Бьера составляли корпус Ренье. Корпус Нея имел три дивизии под руководством ГМ Жана Маршана, Жюльена Мерме и Луи Лазона. У Жюно были подразделения ГМ Бертрана Клозеля и ГМ Жана-Баптиста Солиньяка. Каждый французский корпус содержал стандартную бригаду легкой кавалерии. Бригадный генерал (БГ) Жан Батист Эбле, начальник артиллерии Массены, командовал 112 орудиями.

### Планы сторон
Веллингтон разместил свою армию вдоль гребня хребта Бусаку, лицом на восток. Чтобы улучшить свои периферийные коммуникации, он заранее приказал четырём офицерам из Корпуса королевских инженеров:262 провести дорогу, которая проходила по всей длине гребня на обратном склоне. Коул удерживал левый (северный) фланг. Затем шли Кроуфорд, Спенсер, Пиктон и Лейт. Хилл с прикомандированными к нему людьми Гамильтона удерживал правый (южный) фланг.

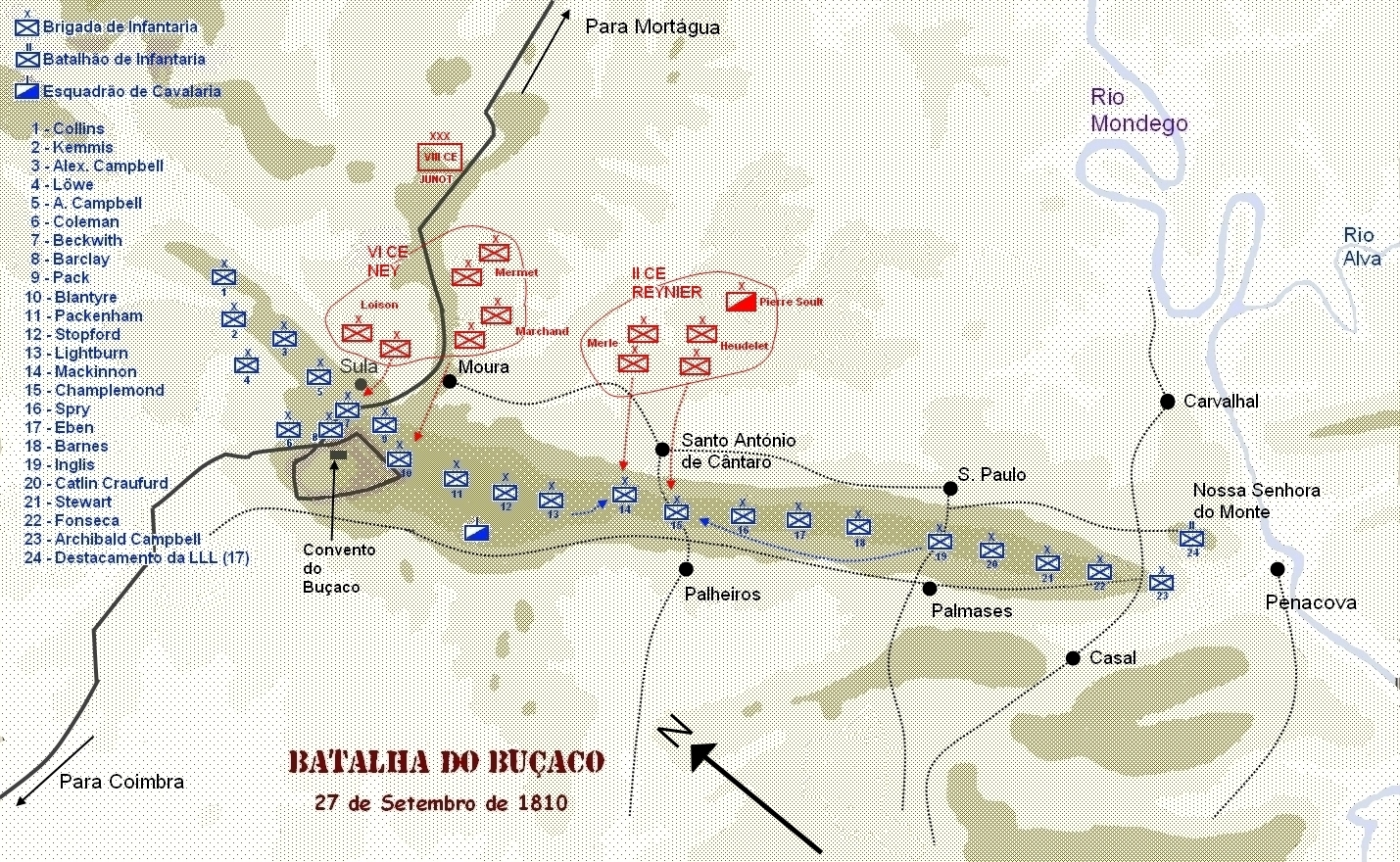
План битвы

Массена, полагая, что он намного превосходит численностью англичан и подстрекаемый Неем и другими офицерами атаковать британскую позицию, а не обходить её, приказал провести разведку крутого хребта. Войска Веллингтона было практически не видно, так как они оставались на обратной стороне склона и им было приказано не разжигать костры. Французский генерал планировал отправить Ренье по центру хребта, который он считал британским правым флангом. Если бы атака II корпуса была успешной, Массена направил бы корпус Нея на англичан вдоль главной дороги. VIII корпус стоял позади VI корпуса в резерве. В то время как Ней объявил, что он готов атаковать и победить, Ренье внезапно засомневался, предсказывая, что его атака будет отбита.

## Битва

### Атака II корпуса
Войска Ренье начали наступление в утреннем тумане. Эдле послал свою главную бригаду прямо вверх по склону строем в одну роту шириной в восемь батальонов глубиной. Когда передовой полк достиг вершины хребта, прямо перед ним оказались 74-й пехотный полк и два португальских батальона, выстроенные в шеренгу, а также 12 пушек. Французы пытались перестроиться из колонны в шеренгу. Пелет пишет: «Колонна начала развёртываться, как на учении». Но союзники открыли интенсивный мушкетный огонь. Вскоре французские пехотинцы оказались в смятении. Однако они продолжали цепляться за ненадежную опору на гребне.
В нескольких сотнях метрах к северу дивизия Мерля поднимались на гряду в похожем строю. Пиктон торопливо собрал своих защитников, используя дорогу на гребне. Встреченные на гребне 88-м и 45-м пехотными полками и двумя португальскими батальонами, построенными в виде вогнутой дуги, французы безуспешно пытались развернуться в шеренгу. Сокрушенные огнем, французы бежали вниз по склону. Мерль был ранен, а генерал бригады Жан-Франсуа Грендорж ранен смертельно. Веллингтон подъехал к полковнику Александру Уоллесу из 88-го полка и заметил: «Уоллес, я никогда не видел более доблестной атаки».
Увидев, что вторая бригада Эдле неподвижно стоит у подножия хребта, Ренье подъехал к БГ Максимильену Фуа и потребовал немедленно атаковать. После того, как союзники сместились с позиции, отразив первые две атаки, Фуа ударил по слабому месту в их обороне. Французам повезло, и они нанесли удар по наименее подготовленной части в союзной армии — подразделению португальской милиции — и разбили её. Но утренний туман рассеялся, не выявив врагов перед правым флангом англичан. Веллингтон уже приказал Лейту переместить своих людей на север, чтобы помочь Пиктону. Прежде чем люди Фуа сумели закрепить свои завоевания, на них напали 9-й и 38-й пехотные полки Лейта и некоторые из людей Пиктона. Французы были сметены с хребта, а Фуа был ранен. Увидев этот разгром, другая бригада Эдле отступила к основанию горного хребта.

### Атака VI корпуса
Услышав выстрелы, Ней предположил, что солдаты Ренье успешно наступают, и приказал атаковать. В этом секторе главный путь шёл через длинный отрог мимо деревень Мора и Сула и далее к вершине через монастырь Бусаку. Несмотря на шквальный огонь британцев, дивизия Лазона пробивалась вперед. Около гребня 1800 человек из 43-го и 52-го пехотных полков лежали в засаде. Как только передовая бригада Лазона приблизилась к территории монастыря, два британских подразделения встали, сделали залп в упор и пошли в штыковую атаку. Французская бригада дрогнула и побежала назад, бросив своего раненого командира БГ Эдуара Симона, который попал в плен.
Некоторое время спустя, немного дальше на юг, вторая бригада Лазона под командованием БГ Клода Франсуа Ферея, была встречена огнём двух батарей почти в упор и обстрелом англо-португальских мушкетов. Это подразделение также было разгромлено. Последний удар бригады БГ Антуана Луи Попона де Мокюна из дивизии Маршана потерпел поражение, столкнувшись с португальской бригадой Дениса Пака. Остаток дня обе стороны провели в яростных перестрелках, но французы больше не пытались атаковать.

## Итоги
У французов было 522 убитых, 3612 раненых и 364 пленных. Потери союзников составили 200 погибших, 1001 раненый и 51 пропавший без вести. Британцы и португальцы потеряли ровно по 626 человек.
Массена наконец осознал размер сил Веллингтона и силу его оборонительной позиции, поэтому во второй половине дня приказал войскам отступить вправо, опасным, но умелым движением обойдя позиции союзников и пройдя на север по другой дороге, прямо перед португальским корпусом, который был отправлен туда для защиты этого направления:262.
Веллингтон, проведя ночь в монастыре и обнаружив, что его позиции обошли, возобновил неторопливое отступление своей армии к строящимся линиям Торрес-Ведрас:263. Он достиг их 10 октября.
Продолжая наступление, Массена оставил своих больных и раненых в Коимбре, где через несколько дней они попали в руки португальцев:263.
Это была первая крупная битва в Пиренейской войне, в которой сражались части возрождённой португальской армии и где португальские войска играли важную роль; эта победа послужила хорошим моральным стимулом для неопытных войск.
Изучив линии Торрес-Ведрас 14 октября в битве при Собрале, Массена обнаружил, что они слишком сильны, чтобы их атаковать, и ушел на зимние квартиры. Лишённый пищи и боеприпасов, и изнуряемый англо-португальской тактикой быстрых нападений и отходов, он потерял ещё 25 000 человек пленными и умершими от голода и болезни, прежде чем в начале 1811 года отступил в Испанию. Это окончательно освободило Португалию от французской оккупации, за исключением крепости Алмейда неподалёку от границы. Во время отступления произошло несколько схваток, в том числе битва при Сабугале.

### Список используемой литературы
- Chartrand, Rene Bussaco 1810: Wellington defeats Napoleon’s Marshals Osprey Publishing, 2001, ISBN 1-84176-310-1.
- Glover, Michael Wellington’s Peninsular Victories Macmillan, 1971, ISBN 0-330-02789-1.
- Horward, Donald (ed.). Pelet, Jean Jacques, The French Campaign in Portugal, 1810—1811 Univ. of Minnesota Press, 1973.
- Zimmermann, Dick, "The Battle of Bussaco, " Wargamer’s Digest, Dec. 1978.
- Duque, José Matos A Batalha do Buçaco — 15 dias da história de Portugal, Quartzo Editora, 2012, ISBN 978-989-97003-0-7.
- Porter, Maj Gen Whitworth. History of the Corps of Royal Engineers Vol I (англ.). — Chatham: The Institution of Royal Engineers, 1889.
- Museu Militar do Bussaco — edição comemorativa do centenário 1910—2010, Quartzo Editora/DHCM, 2010, ISBN 978-972-8347-10-9.

## В художественной литературе
Роман Г. А. Хенти «Под командованием Веллингтона» включает главу о битве при Бусаку.
Битва освещается в романе «Спасение Шарпа» Бернарда Корнуэлла.
В романе Уинстона Грэма «Незнакомец с моря» рассказывается о визите на линию фронта Росса Полдарка, который выполняет правительственное расследование.